# Wisselbloem
De wisselbloem (Lantana camara) is een plant uit de ijzerhardfamilie (Verbenaceae). De wetenschappelijke naam kreeg de soort in 1753 van Linnaeus in Species plantarum. De naam camara nam hij over van Charles Plumier, die die naam als geslachtsnaam gaf aan enkele soorten, waarvan Linnaeus er een, "Camara trifolia, purpurascente flore", als Lantana trifolia, overnam. Voor de naam "Camara" verwijst Plumier op zijn beurt naar Georg Markgraf, die vermeldde dat 'camara' de lokale naam in Brazilië was.

## Kenmerken
Het is een weinig verhoute, tot 3 m hoge halfheester die op sommige plekken met kromme stekels is bezet. De twijgen zijn vierkantig. De tegenoverstaande, iets gerimpelde bladeren zijn eirond, gezaagd, ruwharig en 4-10 cm lang. Bij kneuzing hebben de bladeren een sterke, door sommigen als onaangenaam ervaren geur.
De bloemen groeien in 3-5 cm brede, meerkleurige bloemhoofdjes. De buitenste bloemen zijn roze, oranje of rood. Ze hebben een tot 2 cm lange kroonbuis en een 0,8-1 cm brede zoom van vijf ongelijke kroonslippen. De middelste bloemen zijn meestal geel, kleiner en regelmatiger van vorm. De vruchten zijn bolvormige, zwarte, 5-7 mm grote steenvruchten
De wisselbloem trekt veel vlinders aan, maar is voor andere dieren te giftig. De plant is op veel plaatsen als sierplant ingevoerd, en vormt na verwildering een agressief onkruid, dat alleen met de natuurlijke plaaginsecten is te bestrijden.

## Verspreiding
De wisselbloem komt van nature voor van Zuid-Amerika tot Texas. De soort is van daaruit in andere gebieden ingevoerd, en komt nu wereldwijd in de (sub)tropen voor.

## Teelt als sierplant
In België en Nederland kan de wisselbloem als kuipplant 's zomers buiten worden gehouden. 's Winters kan de wisselbloem het beste in een koel vertrek in huis, in de oranjerie of in de koude kas worden gehouden.

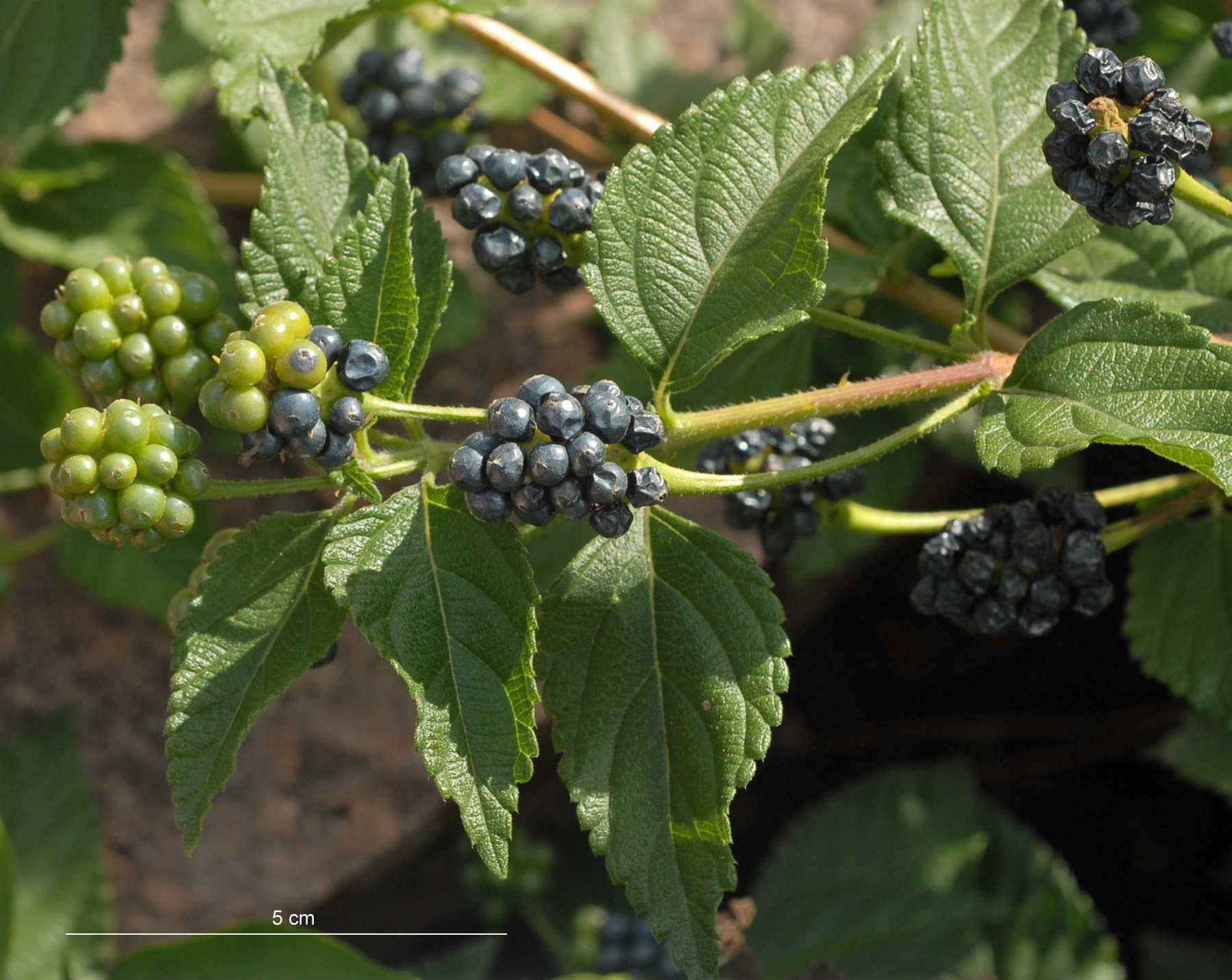
Onrijpe en rijpe vruchten

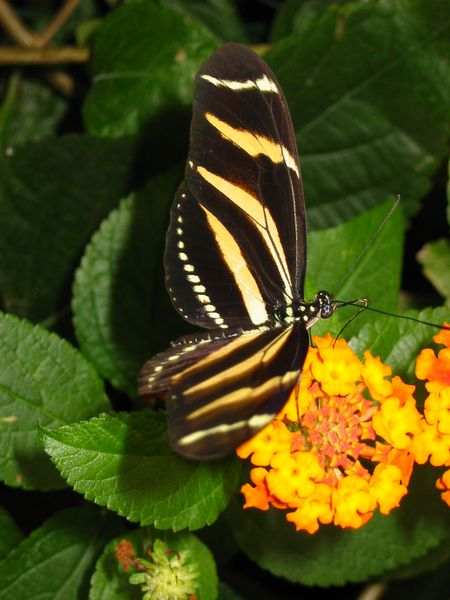
Wisselbloem met zebravlinder (Heliconius charitonia)